# Яцково-Дворське
Яцково-Дворське (пол. Jackowo Dworskie) — село в Польщі, у гміні Насельськ Новодворського повіту Мазовецького воєводства.
Населення — 185 осіб (2011).
У 1975-1998 роках село належало до Цехановського воєводства.

## Демографія
Демографічна структура станом на 31 березня 2011 року:
|          | Загалом | Допрацездатний вік | Працездатний вік | Постпрацездатний вік |
| -------- | ------- | ------------------ | ---------------- | -------------------- |
| Чоловіки | 94      | 29                 | 56               | 9                    |
| Жінки    | 91      | 24                 | 48               | 19                   |
| Разом    | 185     | 53                 | 104              | 28                   |